# Saurauia matthewsii
Saurauia matthewsii är en tvåhjärtbladig växtart som beskrevs av Elmer Drew Merrill. Saurauia matthewsii ingår i släktet Saurauia och familjen Actinidiaceae. Inga underarter finns listade i Catalogue of Life.